# نملة (القطن)

'

تعديل مصدري - تعديل

نملة هي إحدى قرى عزلة وادي سر بمديرية القطن التابعة لمحافظة حضرموت، بلغ تعداد سكانها 133 نسمة حسب تعداد اليمن لعام 2004.